# Água de Peixes

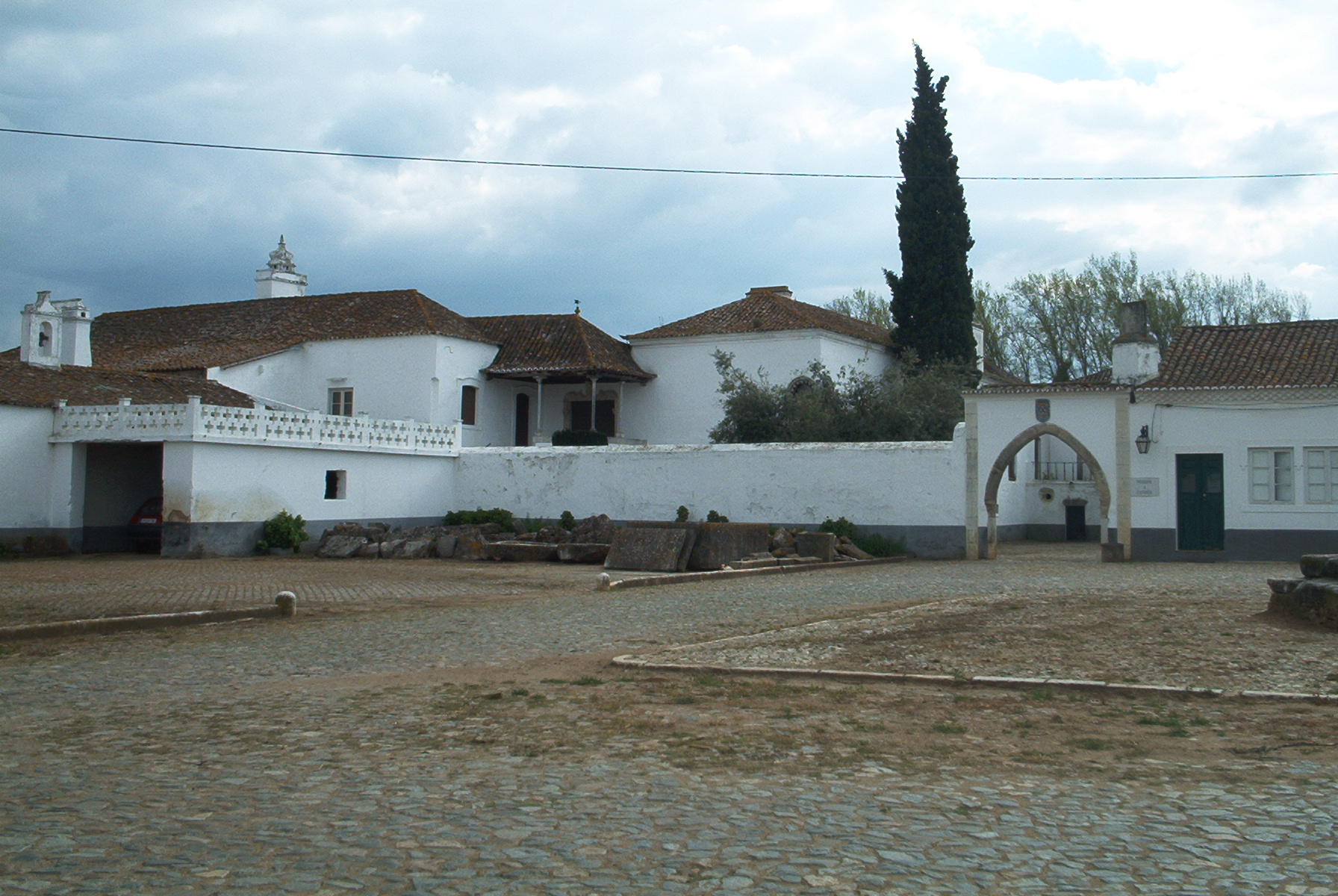
Água de Peixe

Água de Peixes é um lugar na freguesia do Alvito, no Município do mesmo nome, Distrito de Beja, em Portugal. Atravessa-o a via de Viana do Alentejo a Albergaria dos Fusos.
Este lugar, que hoje é apenas uma fazenda, foi outrora concelho, como atesta o pelourinho nele chantado. Pertenceu à Casa de Bragança e logo ao Duque do Cadaval. Nele foi erigido um palácio.
O lugar centra-se em torno dum terreiro em cujo meio está o pelourinho. Além do palácio, dão para este terreiro casas e ruas. O aspecto geral do lugar é decadente com visíveis ruínas de edifícios de outrora. Salienta-se ainda uma ermida pertencente ao lugar devotada a Nossa Senhora da Graça. 38° 17′ 44,2428″ N, 7° 57′ 27,63″ O